# Victor Lardanchet

b Matchs officiels uniquement.
Victor Lardanchet, né Marie Victor Xavier Lardanchet le 29 décembre 1863 à Desnes et mort le 8 novembre 1936 à Nice, est un joueur français de rugby à XV.

## Biographie
Lardanchet est sacré champion olympique de rugby aux Jeux olympiques d'été de 1900 à Paris.

## Palmarès
- Champion olympique en 1900